# Sungai Kalabakan
Der Kalabakan (mal. Sungai Kalabakan) oder Kalabakan River ist ein Fluss im malaysischen Bundesstaat Sabah auf Borneo. Er entspringt im Maliau-Becken, einer hügeligen Region nahe der Grenze zu Indonesien im Südosten von Sabah und verläuft von dort bis zur Mündung in die Cowie Bay, die sich ihrerseits zur Celebessee öffnet.

## Geologie
Der Kalabakan durchfließt im Wesentlichen zwei geologische Formationen; im Oberlauf die Kapilit-Formation und im Unterlauf die Kalabakan-Formation. Die Kapilit-Formation zeichnet sich durch Sandstein, Schluffstein und Tonstein aus, außerdem finden sich dort Kohleschichten. Die Kalabakan-Formation wiederum besteht hauptsächlich aus dunklem Tonstein mit untergeordneten Vorkommen von Sand- und Schluffstein.

## Nutzung
Der Kalabakan dient der örtlichen Holzindustrie, darunter der von Kuala Lumpur aus operierenden Aturmaju Resources Berhad als Transportweg für die in der Region eingeschlagenen tropischen Hölzer. Eine Umweltstudie des Amtes für Umweltschutzes untersuchte 2004 die Möglichkeit, weite Teile des Geländes für die Ansiedelung der Palmölindustrie nutzbar zu machen.

## Fauna
Am Sungai Tawan, einem Nebenfluss des Kalabakan, wurde Limnonectes paramacrodon – eine gefährdete Spezies der Familie der Echten Frösche – lokalisiert.